# Îles Russell
Pour les articles homonymes, voir Russell.
Les îles Russell  sont un petit groupe d'îles des Salomon, dans l'Est de la mer des Salomon, juste au nord de l'île de Guadalcanal.
Elles constituent avec les Îles Florida la province centrale du pays.

## Géographie
Les îles Russell se composent de deux petites îles (Pavuvu et Mbanika), ainsi que de plusieurs îlots d'origine volcanique. Elles sont situées à environ 48 km au nord-ouest de Guadalcanal. Les îles sont partiellement couvertes par des plantations de noix de coco et possèdent une usine d'huile de coprah à Yandina. La commune de Yandina propose également des services de base, comme un magasin, un bureau de poste et un aérodrome.

## Histoire
Les habitants des îles sont des Lavukal, qui parlent le lavukaleve. En plus de leur langue maternelle, ils parlent le pidgin des Salomon.
Durant la Seconde Guerre mondiale, les îles Russell sont occupées par les troupes américaines en 1943 dans le cadre de la campagne des îles Salomon. Les vestiges de la présence américaine (dalles de béton, grands hangars de stockage en métal…) existent toujours.
Le poste de police de Yandina a été le théâtre de l'un des événements des récentes[Quand ?] tensions ethniques, où un groupe d'hommes ont attaqué l'armurerie et ont volé des armes et de munitions. Le groupe impliqué est devenu connu sous le nom de l'Armée révolutionnaire de Guadalcanal, et plus tard comme Isatabu Freedom Movement.